# Ray Panthaki
Ray Panthaki (Londres, 20 de janeiro de 1979) é um ator, produtor, escritor e cineasta britânico. 

## Biografia
Panthaki nasceu em Londres, filho de pais indianos. Ele é mais conhecido pelos papéis que desempenhou na série da ITV Marcella, na soap opera da BBC EastEnders e como Hassan B em Ali G Indahouse: O Filme. Panthaki também apareceu nos filmes britânicos Extermínio, Rehab, Tube Tales, Provoked, Interview with a Hitman, It's a Wonderful Afterlife e o filme de 2006 Kidulthood, que ele também produziu.
Em 2006, ele foi indicado para "Melhor Ator Coadjuvante em uma peça" no TMA Theatre Awards por seu papel em Gladiator Games. Mais tarde naquele ano, ele fundou a produtora Urban Way, com sede em Londres.
Ele fez sua estreia em West End em julho de 2008 na peça In My Name no Trafalgar Studios. A peça, em particular Panthaki, recebeu críticas positivas de Ben Brantley, do The New York Times, afirmando que era "Agida com uma fisicalidade contundente, raramente vista em uma peça antiga de Sam Shepard".
Em 2013, Panthaki produziu e estrelou o filme de comédia Convenience, ao lado de Vicky McClure e Adeel Akhtar. O filme foi dirigido por Keri Collins, que ganhou o prêmio Breakthrough no BAFTA Cymru de 2014.